# London Book Fair
London Book Fair (LBF) är en stor förlagsmässa som hålls årligen i London, vanligen i april. Den grundades 1971 som The Specialist Publishers’ Exhibition for Librarians (SPEX) och har med åren växt till att bli Storbritanniens största och en av Europas största bokmässor, med över 1700 utställare och 25 000 deltagare från bokbranschen. Fram till 2006 hölls mässan i Olympia-mässhallen i West Kensington i västra London och hålls sedan 2015 åter där.
London Book Fair har vuxit i storlek och betydelse under åren och anses vara näst efter Bokmässan i Frankfurt som "ett mecka för europeiska förläggare, bokhandlare, rättighetsagenter och trendspanare i media".
Under 42 år har London Book Fair varit ledande på bokmarknaden och på bokmässan deltar mer än 25 000 bokförlag, bokhandlare, litterära agenter, bibliotekarier, media och industrileverantörer från över 100 länder, enligt siffror från Jacks Thomas, direktör för London Book Fair. Bokförlag kommer till London för att publicera sina kommande titlar och för att sälja och köpa dotterbolags- och översättningsrättigheter för böcker från andra förlag. Fler än 1 700 internationella utställare deltar i London Book Fair.
Det 50:e evenemanget skulle äga rum 2020 men ställdes in som en försiktighetsåtgärd mot smittspridning av Covid-19.

## Evenemang
Själva mässan täcker ett brett spektrum av intressen inom förlagsbranschen, inklusive rättighetsförhandling och försäljning och distribution av innehåll genom böcker, ljud-, TV-, film- och digitala kanaler, såväl som mer traditionella former av tryck. Det finns många aktiviteter under hela veckan på bokmässan i London, allt från affärsmöten mellan förlag, introduktion av titlar för läsare och besökare, många workshops och seminarier för att diskutera aktuella frågor och trender i branschen, och tillkännagivande av priser och utmärkelser. 

### Utmärkelser
Priser och utmärkelser som ges på London Book Fair är Trailblazer Awards, som hyllar unga talanger inom publicering, och LBF International Excellence Awards, som hålls i samarbete med Publishers' Association.
The London Book Fair Lifetime Achievement Award har delats ut årligen sedan 2004, mottagare är:
- 2004 – John Lyons, Little, Brown, Storbritannien & USA
- 2005 – Lynette Owen, Pearson Education, Storbritannien
- 2006 – Christopher MacLehose, MacLehose Press, Storbritannien
- 2007 – Lord Weidenfeld, Weidenfeld & Nicolson, Storbritannien
- 2008 – Peter Mayer, Overlook Press and Duckworth, Storbritannien & USA[6]
- 2009 – Drenka Willen, Harcourt, USA
- 2010 – Antoine Gallimard, Éditions Gallimard, Frankrike
- 2011 – Sonny Mehta, Alfred A. Knopf, Inc., USA[7]
- 2012 – Jorge Herralde, Editions Anagrama, Spanien
- 2013 – Michael Krüger, Hanser Verlag, Tyskland
- 2014 – Deborah Rogers, Rogers, Coleridge & White, Storbritannien[8]
- 2015 – Peter Usborne, Usborne Publishing, Storbritannien[9]
- 2016 – Gail Rebuck, Penguin Random House, Storbritannien[10]
- 2017 – Luiz Schwarcz, Companhia das Letras, Brasilien[11]
- 2018 – Sara Miller McCune, Sage Publishing, USA[12]
- 2019 – Dorotea Bromberg, Brombergs Bokförlag, Sverige[13]
- 2020 – Nigel Newton, Bloomsbury Publishing, Storbritannien[14]
- 2021 – Margaret Busby, Storbritannien[15]
- 2022 – Hiroshi Hayakawa[16][17]